# The Swiss Conspiracy
Pour plus de détails, voir Fiche technique et Distribution.
The Swiss Conspiracy est un film germano-américain réalisé par Jack Arnold, sorti en 1976.

## Fiche technique
- Titre : The Swiss Conspiracy
- Réalisation : Jack Arnold
- Scénario : Norman Klenman, Horward Merrill, Philip Saltzman, Norman Sedawie et Michael Stanley
- Musique : Klaus Doldinger
- Pays d'origine :  États-Unis |  Allemagne de l'Ouest
- Format : Couleur - 1,78:1 - Mono
- Genre : Film dramatique, Film policier,  Film d'action
- Durée : 89 minutes
- Dates de sortie : 
  -  Suisse : mars 1976 (en Suisse alémanique)
  -  Autriche : mai 1976
  -  Allemagne de l'Ouest : 14 mai 1976
  -  Japon : 16 octobre 1976
  -  États-Unis : septembre 1977

## Distribution
- David Janssen : David Christopher
- Senta Berger : Denise Abbott
- John Ireland : Dwight McGowan
- John Saxon : Robert Hayes
- Ray Milland : Johann Hurtil
- Elke Sommer : Rita Jensen
- Anton Diffring : Franz Benninger
- Arthur Brauss : Korsak
- Curt Lowens : Kosta
- David Hess : Sando